# 1211
سنة 1211 كانت سنة بسيطة تبدأ يوم السبت (الرابط يظهر نموذج التقويم الكامل للسنة) من التقويم اليولياني.

## أحداث
- تأسيس مدينة ترنافا وتقع حاليا في سلوفاكيا.
- عبر جنكيز خان بجيوشه صحراء غوبي لاحتلال مملكة جين الصينية الموجودة بشمال الصين.
- الانتهاء من تشييد مسجد الإمام الشافعي في القاهرة، الذي أمر بتشييده السلطان الكامل الأيوبي.

## مواليد
- ابن خلكان صاحب كتاب وفيات الأعيان.
- هنري السابع ملك ألمانيا.

## وفيات
- آرام شاه بن قطب الدين.
- ابن يونس الموصلي.
- سانشو الأول ملك البرتغال.
- كيخسرو الأول.